# Sayombhu Mukdeeprom
Sayombhu Mukdeeprom (Bangcoc, 1970) é um diretor de fotografia tailandês. Tornou-se conhecido principalmente por seus trabalhos em Call Me by Your Name (2017) e Lung Boonmee raluek chat (2010).

## Filmografia
- 2000: Geheimnisvolles Objekt am Mittag
- 2002: Sud Sanaeha (Blissful Yours)
- 2005: Cherm
- 2006: Sang Sattawat
- 2007: Chaiya
- 2008: Soi Cowboy
- 2009: Bitter/Sweet
- 2009: A Letter to Uncle Boonmee
- 2010: Lung Boonmee raluek chat
- 2015: Arabian Nights (1001 Nacht-Trilogie), Trilogie
- 2015: Antonia
- 2017: Call Me by Your Name
- 2017: Closing In
- 2018: Suspiria
- 2018: Nakee 2
- 2021: Beckett
- 2021: Memoria
- 2022: Thirteen Lives
- 2022: Six Characters
- 2023: Finally Dawn
- 2024: Challengers
- 2024: Grand Tour[2]
- 2024: Armadilha (Trap)
- 2024: Queer